# Leuven
Leuven (francuski: Louvain, njemački: Löwen) je grad i općina od 101.032 stanovnika u središnjoj Belgiji u flamanskoj pokrajini Flamanski Brabant. Također je upravno središte arondismana Leuven.
Leuven je nastao u 9. stoljeću uz tvrđavu koju je protiv Normana sagradio njemački car Arnulf Karantanski. Prvi put je dokumentiran 891. kada se tamo u rujnu odigrala bitka kod Leuvena.
Dobio je na važnosti u 11. stoljeću kada postaje rezidencija grofova od Leuvena, a nakon 1190. brabantskih vojvoda. Tijekom srednjeg vijeka napredovao je kao poznato tkalačko središte, pa je u 14.st. izrastao u jedan od najvećih europskih gradova.
Tada počinju sukobi između građana – obrtnika i plemstva, koji kulminiraju 1379. godine kada je u gradskoj vijećnici ubijeno 17 plemića. To je potaknulo vojvodu na osvetu, a sukob je okončan 1383. godine porazom i predajom građana. Ubrzo nakon toga, grad je propao, jer su mnogi tkalci pobjegli u Flandriju i Englesku. Vojvoda je preselio svoju rezidenciju u Vilvoorde, a Bruxelles je zamijenio Leuven kao glavni grad Vojvodstva Brabant. Ono što je izgubio u trgovini, Leuven je djelomično povratio kao obrazovno središte, kada je 1425. osnovano Katoličko sveučilište, prvo u Niskim zemljama.
Leuven je pretrpio znatnu štetu tijekom Prvog i Drugog svjetskog rata.
Nakon uvođenja francuskog jezika u nastavu na Katoličkom sveučilištu uslijedio je niz studentskih demonstracija koje su 1970. dovela je do pravne podjele sveučilišta na flamanski i francuski dio. Tijekom sljedećeg desetljeća, francuski dio sveučilišta preselio se u obližnji, novoosnovani grad Louvain-la-Neuve.

## Gradovi pobratimi
Leuven ima ugovore o prijateljstvu sa sljedećim gradovima  ;
- Cristian, Rumunjska
- Krakov, Poljska
- Louvain-la-Neuve, Belgija
- Lüdenscheid, Njemačka
- Rennes, Francuska
- 's-Hertogenbosch, Nizozemska